# Henry Armstrong
Henry Jackson Jr. (12 de desembre de 1912 - 24 d'octubre de 1988) va ser un boxador professional nord-americà i campió del món de boxa que va lluitar amb el nom de Henry Armstrong.
Armstrong va ser un dels pocs lluitadors que va guanyar en tres o més divisions diferents, pes ploma, pes lleuger i pes wèlter. Va defensar el seu títol de pes wèlter dinou vegades.
La revista The Ring el va nomenar Lluitador de l'Any el 1937. L'Associació d'Escriptors de Boxa d'Amèrica (BWAA) el va nomenar Lluitador de l'Any el 1940. Actualment, BoxRec el classifica com el 12è millor lluitador "lliura per lliura" de tots els temps. El 2007, The Ring va classificar Armstrong com al segon lluitador més gran dels darrers 80 anys. L’historiador Bert Sugar també va classificar Armstrong com el segon lluitador més gran de tots els temps. L'ESPN va classificar Armstrong com a número 3 de la seva llista dels 50 millors boxejadors de tots els temps.

## Registre professional
| 149 victòries (99 nocauts), 21 derrotes |          |           |                                                                       |       |         |                   |                                                                                   | |
| No.                                     | Resultat | Rècord    | Oponent                                                               | Tipus | Ronda   | Data              | Ubicació                                                                          | Notes |
| 183                                     | Derrota  | 151–22–10 | Chester Slider                                                        | PTS   | 10      | febrer 14, 1945   | Auditorium, Oakland, Califòrnia, EE.UU                                            | |
| 182                                     | Victòria | 151–21–10 | Genaro Rojo                                                           | UD    | 10      | febrer 6, 1945    | Auditori olímpic, Los Angeles, Califòrnia, EE.UU                                  | |
| 181                                     | Draw     | 150–21–10 | Chester Slider                                                        | PTS   | 10      | gener 17, 1945    | Auditorium, Oakland, Califòrnia, EE.UU                                            | |
| 180                                     | Victòria | 150–21–9  | Mike Belloise                                                         | KO    | 4 (10)  | novembre 4, 1944  | Auditorium, Portland, Oregon, EE.UU                                               | |
| 179                                     | Victòria | 149–21–9  | Aldo Spoldi                                                           | KO    | 2 (10)  | setembre 15, 1944 | Kiel Auditorium, Saint Louis, Missouri, EE.UU                                     | |
| 178                                     | Victòria | 148–21–9  | Willie Joyce                                                          | PTS   | 10      | agost 21, 1944    | Civic Auditorium, San Francisco, Califòrnia, EE.UU                                | |
| 177                                     | Draw     | 147–21–9  | Slugger White                                                         | PTS   | 10      | juliol 14, 1944   | Legion Stadium, Hollywood, Califòrnia, EE.UU                                      | |
| 176                                     | Derrota  | 147–21–8  | John Thomas                                                           | UD    | 10      | juliol 4, 1944    | Auditori olímpic, Los Angeles, Califòrnia, EE.UU                                  | |
| 175                                     | Victòria | 147–20–8  | Nick Latsios                                                          | UD    | 10      | juny 21, 1944     | Madison Square Garden, Nova York, Nova York, EE.UU                                | |
| 174                                     | Victòria | 146–20–8  | Al Davis                                                              | TKO   | 2 (10)  | juny 15, 1944     | Madison Square Garden, Nova York, Nova York, EE.UU                                | |
| 173                                     | Derrota  | 145–20–8  | Willie Joyce                                                          | UD    | 10      | juny 2, 1944      | Chicago Stadium, Chicago, Illinois, EE.UU                                         | |
| 172                                     | Victòria | 145–19–8  | Aaron Perry                                                           | TKO   | 6 (10)  | maig 22, 1944     | Griffith Stadium, Washington, District of Columbia, EE.UU                         | |
| 171                                     | Victòria | 144–19–8  | Ralph Zannelli                                                        | UD    | 10      | maig 16, 1944     | Boston Garden, Boston, Massachusetts, EE.UU                                       | |
| 170                                     | Victòria | 143–19–8  | John Thomas                                                           | SD    | 10      | abril 25, 1944    | Auditori olímpic, Los Angeles, Califòrnia, EE.UU                                  | |
| 169                                     | Victòria | 142–19–8  | Ralph Zannelli                                                        | UD    | 10      | març 24, 1944     | Boston Garden, Boston, Massachusetts, EE.UU                                       | |
| 168                                     | Victòria | 141–19–8  | Frankie Willis                                                        | UD    | 10      | març 20, 1944     | Uline Arena, Washington, District of Columbia, EE.UU                              | |
| 167                                     | Victòria | 140–19–8  | Johnny Jones                                                          | KO    | 5 (10)  | març 14, 1944     | Dorsey Park, Miami, Florida, EE.UU                                                | |
| 166                                     | Victòria | 139–19–8  | Jackie Byrd                                                           | KO    | 4 (10)  | febrer 29, 1944   | Coliseum, Des Moines, Iowa, EE.UU                                                 | |
| 165                                     | Victòria | 138–19–8  | Jimmy Garrison                                                        | TKO   | 5 (10)  | febrer 23, 1944   | Municipal Auditorium, Kansas City, Missouri, EE.UU                                | |
| 164                                     | Victòria | 137–19–8  | Lew Hanbury                                                           | KO    | 3 (10)  | febrer 7, 1944    | Uline Arena, Washington, District of Columbia, EE.UU                              | |
| 163                                     | Victòria | 136–19–8  | Saverio Turiello                                                      | KO    | 7 (12)  | gener 25, 1944    | Auditorium, Portland, Oregon, EE.UU                                               | |
| 162                                     | Victòria | 135–19–8  | Aldo Spoldi                                                           | KO    | 3 (10)  | gener 14, 1944    | Auditorium, Portland, Oregon, EE.UU                                               | |
| 161                                     | Derrota  | 134–19–8  | Sugar Ray Robinson                                                    | UD    | 10      | agost 27, 1943    | Madison Square Garden, Nova York, Nova York, EE.UU                                | |
| 160                                     | Victòria | 134–18–8  | Joey Silva                                                            | PTS   | 10      | agost 14, 1943    | Gonzaga Stadium, Spokane, Washington, EE.UU                                       | |
| 159                                     | Victòria | 133–18–8  | Jimmy Garrison                                                        | PTS   | 10      | agost 6, 1943     | Auditorium, Portland, Oregon, EE.UU                                               | |
| 158                                     | Victòria | 132–18–8  | Willie Joyce                                                          | UD    | 10      | juliol 24, 1943   | Gilmore Stadium, Los Angeles, Califòrnia, EE.UU                                   | |
| 157                                     | Victòria | 131–18–8  | Sammy Angott                                                          | UD    | 10      | juny 11, 1943     | Madison Square Garden, Nova York, Nova York, EE.UU                                | |
| 156                                     | Victòria | 130–18–8  | Maxie Shapiro                                                         | TKO   | 7 (10)  | maig 24, 1943     | Convention Hall, Philadelphia, Pennsylvania, EE.UU                                | |
| 155                                     | Victòria | 129–18–8  | Tommy Jessup                                                          | KO    | 1 (10)  | maig 7, 1943      | Boston Garden, Boston, Massachusetts, EE.UU                                       | |
| 154                                     | Victòria | 128–18–8  | Saverio Turiello                                                      | TKO   | 5 (10)  | maig 3, 1943      | Uline Arena, Washington, District of Columbia, EE.UU                              | |
| 153                                     | Derrota  | 127–18–8  | Beau Jack                                                             | UD    | 10      | abril 2, 1943     | Madison Square Garden, Nova York, Nova York, EE.UU                                | |
| 152                                     | Victòria | 127–17–8  | Al Tribuani                                                           | UD    | 10      | març 22, 1943     | Convention Hall, Philadelphia, Pennsylvania, EE.UU                                | |
| 151                                     | Victòria | 126–17–8  | Tippy Larkin                                                          | KO    | 2 (10)  | març 8, 1943      | Civic Auditorium, San Francisco, Califòrnia, EE.UU                                | |
| 150                                     | Derrota  | 125–17–8  | Willie Joyce                                                          | MD    | 10      | març 2, 1943      | Auditori olímpic, Los Angeles, Califòrnia, EE.UU                                  | |
| 149                                     | Victòria | 125–16–8  | Jimmy McDaniels                                                       | UD    | 10      | gener 5, 1943     | Auditori olímpic, Los Angeles, Califòrnia, EE.UU                                  | |
| 148                                     | Victòria | 124–16–8  | Saverio Turiello                                                      | TKO   | 4 (10)  | desembre 14, 1942 | Civic Auditorium, San Francisco, Califòrnia, EE.UU                                | |
| 147                                     | Victòria | 123–16–8  | Lew Jenkins                                                           | TKO   | 8 (10)  | desembre 4, 1942  | Auditorium, Portland, Oregon, EE.UU                                               | |
| 146                                     | Victòria | 122–16–8  | Fritzie Zivic                                                         | UD    | 10      | octubre 26, 1942  | Civic Auditorium, San Francisco, Califòrnia, EE.UU                                | |
| 145                                     | Victòria | 121–16–8  | Juan Zurita                                                           | KO    | 2 (10)  | octubre 13, 1942  | Auditori olímpic, Los Angeles, Califòrnia, EE.UU                                  | |
| 144                                     | Victòria | 120–16–8  | Earl Turner                                                           | KO    | 4 (10)  | setembre 30, 1942 | Auditorium, Oakland, Califòrnia, EE.UU                                            | |
| 143                                     | Victòria | 119–16–8  | Leo Rodak                                                             | TKO   | 8 (10)  | setembre 14, 1942 | Civic Auditorium, San Francisco, Califòrnia, EE.UU                                | |
| 142                                     | Victòria | 118–16–8  | Johnny Taylor                                                         | TKO   | 3 (10)  | setembre 7, 1942  | Arena, Pittman, Nevada, EE.UU                                                     | |
| 141                                     | Victòria | 117–16–8  | Rodolfo Ramirez                                                       | KO    | 8 (10)  | agost 26, 1942    | Auditorium, Oakland, Califòrnia, EE.UU                                            | |
| 140                                     | Victòria | 116–16–8  | Jackie Burke                                                          | PTS   | 10      | agost 13, 1942    | John Affleck Park, Ogden, Utah, EE.UU                                             | |
| 139                                     | Victòria | 115–16–8  | Aldo Spoldi                                                           | TKO   | 7 (10)  | agost 3, 1942     | Civic Auditorium, San Francisco, Califòrnia, EE.UU                                | |
| 138                                     | Victòria | 114–16–8  | Joe Ybarra                                                            | TKO   | 3 (10)  | juliol 20, 1942   | Memorial Auditorium, Sacramento, Califòrnia, EE.UU                                | |
| 137                                     | Derrota  | 113–16–8  | Rueben Shank                                                          | UD    | 10      | juliol 3, 1942    | Municipal Auditorium, Denver, Colorado, EE.UU                                     | |
| 136                                     | Victòria | 113–15–8  | Sheik Rangel                                                          | PTS   | 10      | juny 24, 1942     | Auditorium, Oakland, Califòrnia, EE.UU                                            | |
| 135                                     | Victòria | 112–15–8  | Johnny Taylor                                                         | TKO   | 4 (10)  | juny 1, 1942      | Civic Auditorium, San Jose, Califòrnia, EE.UU                                     | |
| 134                                     | Derrota  | 111–15–8  | Fritzie Zivic                                                         | TKO   | 12 (15) | gener 17, 1941    | Madison Square Garden, Nova York, Nova York, EE.UU                                | For NBA, NYSAC, i The Ring (títols de pes wèlter)                                                                  |
| 133                                     | Derrota  | 111–14–8  | Fritzie Zivic                                                         | UD    | 15      | octubre 4, 1940   | Madison Square Garden, Nova York, Nova York, EE.UU                                | Lost NBA, NYSAC, i The Ring (títols de pes wèlter)                                                                 |
| 132                                     | Victòria | 111–13–8  | Phil Furr                                                             | KO    | 4 (15)  | setembre 23, 1940 | Griffith Stadium, Washington, District of Columbia, EE.UU                         | Va conservar NBA, NYSAC, i The Ring (títols de pes wèlter)                                                         |
| 131                                     | Victòria | 110–13–8  | Lew Jenkins                                                           | TKO   | 6 (12)  | juliol 17, 1940   | Polo Grounds, Nova York, Nova York, EE.UU                                         | |
| 130                                     | Victòria | 109–13–8  | Paul Junior                                                           | TKO   | 3 (15)  | juny 21, 1940     | Exposition Building, Portland, Oregon, EE.UU                                      | Va conservar NBA, NYSAC, i The Ring (títols de pes wèlter)                                                         |
| 129                                     | Victòria | 108–13–8  | Ralph Zannelli                                                        | TKO   | 5 (15)  | maig 24, 1940     | Boston Garden, Boston, Massachusetts, EE.UU                                       | Va conservar NBA, NYSAC, i The Ring (títols de pes wèlter)                                                         |
| 128                                     | Victòria | 107–13–8  | Paul Junior                                                           | TKO   | 7 (15)  | abril 26, 1940    | Boston Garden, Boston, Massachusetts, EE.UU                                       | Va conservar NBA, NYSAC, i The Ring (títols de pes wèlter)                                                         |
| 127                                     | Draw     | 106–13–8  | Ceferino Garcia                                                       | PTS   | 10      | març 1, 1940      | Gilmore Stadium, Los Angeles, Califòrnia, EE.UU                                   | Billed as a World Middleweight Title fight recognized only by Califòrnia                                           |
| 126                                     | Victòria | 106–13–7  | Pedro Montanez                                                        | TKO   | 9 (15)  | gener 24, 1940    | Madison Square Garden, Nova York, Nova York, EE.UU                                | Va conservar NBA, NYSAC, i The Ring (títols de pes wèlter)                                                         |
| 125                                     | Victòria | 105–13–7  | Joe Ghnouly                                                           | KO    | 5 (15)  | gener 4, 1940     | Municipal Audiotrium, Saint Louis, Missouri, EE.UU                                | Va conservar NBA, NYSAC, i The Ring (títols de pes wèlter)                                                         |
| 124                                     | Victòria | 104–13–7  | Jimmy Garrison                                                        | KO    | 7 (10)  | desembre 11, 1939 | Arena, Cleveland, Ohio, EE.UU                                                     | Va conservar NBA, NYSAC, i The Ring (títols de pes wèlter)                                                         |
| 123                                     | Victòria | 103–13–7  | Bobby Pacho                                                           | TKO   | 4 (15)  | octubre 30, 1939  | Municipal Auditorium, Denver, Colorado, EE.UU                                     | Va conservar NBA, NYSAC, i The Ring (títols de pes wèlter)                                                         |
| 122                                     | Victòria | 102–13–7  | Jimmy Garrison                                                        | PTS   | 10      | octubre 24, 1939  | Auditori olímpic, Los Angeles, Califòrnia, EE.UU                                  | Va conservar NBA, NYSAC, i The Ring (títols de pes wèlter)                                                         |
| 121                                     | Victòria | 101–13–7  | Richie Fontaine                                                       | TKO   | 3 (15)  | octubre 20, 1939  | Civic Auditorium, Seattle, Washington, EE.UU                                      | Va conservar NBA, NYSAC, i The Ring (títols de pes wèlter)                                                         |
| 120                                     | Victòria | 100–13–7  | Howard Scott                                                          | KO    | 2 (10)  | octubre 13, 1939  | Armory, Minneapolis, Minnesota, EE.UU                                             | Va conservar NBA, NYSAC, i The Ring (títols de pes wèlter)                                                         |
| 119                                     | Victòria | 99–13–7   | Al Manfredo                                                           | TKO   | 4 (10)  | octubre 9, 1939   | Riverview Park, Des Moines, Iowa, EE.UU                                           | Va conservar NBA, NYSAC, i The Ring (títols de pes wèlter)                                                         |
| 118                                     | Derrota  | 98–13–7   | Lou Ambers                                                            | UD    | 15      | agost 22, 1939    | Yankee Stadium, Bronx, Nova York, Nova York, EE.UU                                | Lost NBA, NSYAC, i The Ring lightweight titles                                                                     |
| 117                                     | Victòria | 98–12–7   | Ernie Roderick                                                        | PTS   | 15      | maig 25, 1939     | Harringay Arena, Harringay, London, England                                       | Va conservar NBA, NYSAC, i The Ring (títols de pes wèlter)                                                         |
| 116                                     | Victòria | 97–12–7   | Davey Day                                                             | TKO   | 12 (15) | març 31, 1939     | Madison Square Garden, Nova York, Nova York, EE.UU                                | Va conservar NBA, NYSAC, i The Ring (títols de pes wèlter)                                                         |
| 115                                     | Victòria | 96–12–7   | Lew Feldman                                                           | KO    | 1 (15)  | març 16, 1939     | Municipal Audtiorium, Saint Louis, Missouri, EE.UU                                | Va conservar NBA, NYSAC, i The Ring (títols de pes wèlter); Va conservar NBA, NYSAC, i The Ring lightweight titles |
| 114                                     | Victòria | 95–12–7   | Bobby Pacho                                                           | TKO   | 4 (15)  | març 4, 1939      | Tropical Stadium, Havana, Cuba                                                    | Va conservar NBA, NYSAC, i The Ring (títols de pes wèlter)                                                         |
| 113                                     | Victòria | 94–12–7   | Baby Arizmendi                                                        | PTS   | 10      | gener 10, 1939    | Auditori olímpic, Los Angeles, Califòrnia, EE.UU                                  | Va conservar NBA, NYSAC, i The Ring (títols de pes wèlter)                                                         |
| 112                                     | Victòria | 93–12–7   | Al Manfredo                                                           | TKO   | 3 (15)  | desembre 5, 1938  | Arena, Cleveland, Ohio, EE.UU                                                     | Va conservar NBA, NYSAC, i The Ring (títols de pes wèlter)                                                         |
| 111                                     | Victòria | 92–12–7   | Ceferino Garcia                                                       | UD    | 15      | novembre 25, 1938 | Madison Square Garden, Nova York, Nova York, EE.UU                                | Va conservar NBA, NYSAC, i The Ring (títols de pes wèlter)                                                         |
| 110                                     | Victòria | 91–12–7   | Lou Ambers                                                            | SD    | 15      | agost 17, 1938    | Madison Square Garden, Nova York, Nova York, EE.UU                                | Won NBA, NYSAC, i The Ring lightweight titles                                                                      |
| 109                                     | Victòria | 90–12–7   | Barney Ross                                                           | UD    | 15      | maig 31, 1938     | Madison Square Garden Bowl, Long Island City, Queens, Nova York, Nova York, EE.UU | Won NBA, NYSAC i The Ring (títols de pes wèlter)                                                                   |
| 108                                     | Victòria | 89–12–7   | Lew Feldman                                                           | KO    | 5 (10)  | març 30, 1938     | Hippodrime, Nova York, Nova York, EE.UU                                           | |
| 107                                     | Victòria | 88–12–7   | Eddie Zivic                                                           | TKO   | 4 (10)  | març 25, 1938     | Olympia Stadium, Detroit, Michigan, EE.UU                                         | |
| 106                                     | Victòria | 87–12–7   | Baby Arizmendi                                                        | PTS   | 10      | març 15, 1938     | Auditori olímpic, Los Angeles, Califòrnia, EE.UU                                  | |
| 105                                     | Victòria | 86–12–7   | Charley Burns                                                         | KO    | 2 (10)  | febrer 28, 1938   | Armory, Minneapolis, Minnesota, EE.UU                                             | |
| 104                                     | Victòria | 85–12–7   | Everett Rightmire                                                     | TKO   | 3 (10)  | febrer 25, 1938   | International Amphitheatre, Chicago, Illinois, EE.UU                              | |
| 103                                     | Victòria | 84–12–7   | Al Citrino                                                            | TKO   | 4 (10)  | febrer 9, 1938    | Civic Auditorium, San Francisco, Califòrnia, EE.UU                                | |
| 102                                     | Victòria | 83–12–7   | Chalky Wright                                                         | KO    | 3 (10)  | febrer 1, 1938    | Auditori olímpic, Los Angeles, Califòrnia, EE.UU                                  | |
| 101                                     | Victòria | 82–12–7   | Tommy Brown                                                           | KO    | 2 (10)  | gener 22, 1938    | Labor Temple, Tucson, Arizona, EE.UU                                              | |
| 100                                     | Victòria | 81–12–7   | Frankie Castillo                                                      | TKO   | 3 (10)  | gener 21, 1938    | Legion Arena, Phoenix, Arizona, EE.UU                                             | |
| 99                                      | Victòria | 80–12–7   | Enrico Venturi                                                        | KO    | 6 (10)  | gener 12, 1938    | Madison Square Garden, Nova York, Nova York, EE.UU                                | |
| 98                                      | Victòria | 79–12–7   | Johnny Jones                                                          | KO    | 2 (10)  | desembre 12, 1937 | Coliseum Arena, New Orleans, Louisiana, EE.UU                                     | |
| 97                                      | Victòria | 78–12–7   | Tony Chavez                                                           | TKO   | 1 (10)  | desembre 6, 1937  | Arena, Cleveland, Ohio, EE.UU                                                     | |
| 96                                      | Victòria | 77–12–7   | Joey Brown                                                            | KO    | 2 (10)  | novembre 23, 1937 | Broadway Auditorium, Buffalo, Nova York, EE.UU                                    | |
| 95                                      | Victòria | 76–12–7   | Billy Beauhuld                                                        | KO    | 5 (10)  | novembre 19, 1937 | Madison Square Garden, Nova York, Nova York, EE.UU                                | |
| 94                                      | Victòria | 75–12–7   | Petey Sarron                                                          | KO    | 6 (15)  | octubre 29, 1937  | Madison Square Garden, Nova York, Nova York, EE.UU                                | Won NBA, The Ring, i vacant NYSAC featherweight titles                                                             |
| 93                                      | Victòria | 74–12–7   | Joe Marciente                                                         | KO    | 3 (10)  | octubre 18, 1937  | Arena, Philadelphia, Pennsylvania, EE.UU                                          | |
| 92                                      | Victòria | 73–12–7   | Bobby Dean                                                            | KO    | 1 (10)  | setembre 21, 1937 | Rayen-Wood Auditorium, Youngstown, Ohio, EE.UU                                    | |
| 91                                      | Victòria | 72–12–7   | Johnny DeFoe                                                          | TKO   | 4 (10)  | setembre 16, 1937 | Madison Square Garden, Nova York, Nova York, EE.UU                                | |
| 90                                      | Victòria | 71–12–7   | Charley Burns                                                         | KO    | 4 (10)  | setembre 9, 1937  | Hickey Park, Millvale, Pennsylvania, EE.UU                                        | |
| 89                                      | Victòria | 70–12–7   | Orville Drouillard                                                    | TKO   | 5 (10)  | agost 31, 1937    | University of Detroit Stadium, Detroit, Michigan, EE.UU                           | |
| 88                                      | Victòria | 69–12–7   | Johnny Cabello                                                        | RTD   | 1 (10)  | agost 16, 1937    | Griffith Stadium, Washington, District of Columbia, EE.UU                         | |
| 87                                      | Victòria | 68–12–7   | Eddie Brink                                                           | KO    | 3 (10)  | agost 13, 1937    | Dyckman Oval, Manhattan, Nova York, Nova York, EE.UU                              | |
| 86                                      | Victòria | 67–12–7   | Plantilla:Country data Ukrainian Soviet Socialist Republic Benny Bass | KO    | 4 (10)  | juliol 27, 1937   | Baker Bowl, Philadelphia, Pennsylvania, EE.UU                                     | |
| 85                                      | Victòria | 66–12–7   | Lew Massey                                                            | TKO   | 4 (10)  | juliol 19, 1937   | Dexter Park Arena, Woodhaven, Queens, Nova York, Nova York, EE.UU                 | |
| 84                                      | Victòria | 65–12–7   | Alf Blatch                                                            | TKO   | 3 (10)  | juliol 8, 1937    | Madison Square Garden, Nova York, Nova York, EE.UU                                | |
| 83                                      | Victòria | 64–12–7   | Jackie Carter                                                         | TKO   | 3 (10)  | juny 15, 1937     | Auditori olímpic, Los Angeles, Califòrnia, EE.UU                                  | |
| 82                                      | Victòria | 63–12–7   | Mark Diaz                                                             | KO    | 4 (10)  | juny 9, 1937      | Pasadena Arean, Pasadena, Califòrnia, EE.UU                                       | |
| 81                                      | Victòria | 62–12–7   | Wally Hally                                                           | TKO   | 4 (10)  | maig 28, 1937     | Wrigley Field, Los Angeles, Califòrnia, EE.UU                                     | |
| 80                                      | Victòria | 61–12–7   | Frankie Klick                                                         | TKO   | 4 (10)  | maig 4, 1937      | Auditori olímpic, Los Angeles, Califòrnia, EE.UU                                  | |
| 79                                      | Victòria | 60–12–7   | Pete DeGrasse                                                         | KO    | 10 (10) | abril 6, 1937     | Auditori olímpic, Los Angeles, Califòrnia, EE.UU                                  | |
| 78                                      | Victòria | 59–12–7   | Aldo Spoldi                                                           | UD    | 10      | març 19, 1937     | Madison Square Garden, Nova York, Nova York, EE.UU                                | |
| 77                                      | Victòria | 58–12–7   | Mike Belloise                                                         | TKO   | 4 (10)  | març 12, 1937     | Madison Square Garden, Nova York, Nova York, EE.UU                                | |
| 76                                      | Victòria | 57–12–7   | Califòrnia Joe Rivers                                                 | TKO   | 4 (10)  | març 2, 1937      | Auditori olímpic, Los Angeles, Califòrnia, EE.UU                                  | |
| 75                                      | Victòria | 56–12–7   | Varias Milling                                                        | KO    | 4 (10)  | febrer 19, 1937   | Coliseum, San Diego, Califòrnia, EE.UU                                            | |
| 74                                      | Victòria | 55–12–7   | Moon Mullins                                                          | TKO   | 2 (10)  | febrer 2, 1937    | Auditori olímpic, Los Angeles, Califòrnia, EE.UU                                  | |
| 73                                      | Victòria | 54–12–7   | Tony Chavez                                                           | KO    | 10 (10) | gener 19, 1937    | Auditori olímpic, Los Angeles, Califòrnia, EE.UU                                  | |
| 72                                      | Victòria | 53–12–7   | Rodolfo Casanova                                                      | KO    | 3 (10)  | gener 1, 1937     | El Toreo de Cuatro Caminos, Mexico City, Distrito Federal, Mexico                 | |
| 71                                      | Derrota  | 52–12–7   | Tony Chavez                                                           | DQ    | 8 (10)  | desembre 3, 1936  | Municipal Auditorium, Saint Louis, Missouri, EE.UU                                | |
| 70                                      | Victòria | 52–11–7   | Joey Alcanter                                                         | RTD   | 5 (10)  | novembre 17, 1936 | Municipal Auditorium, Saint Louis, Missouri, EE.UU                                | |
| 69                                      | Victòria | 51–11–7   | Gene Espinoza                                                         | KO    | 1 (10)  | novembre 2, 1936  | Eastside Arena, Los Angeles, Califòrnia, EE.UU                                    | |
| 68                                      | Victòria | 50–11–7   | Mike Belloise                                                         | PTS   | 10      | octubre 27, 1936  | Auditori olímpic, Los Angeles, Califòrnia, EE.UU                                  | Va conservar Califòrnia-Mexico featherweight titles                                                                |
| 67                                      | Victòria | 49–11–7   | Dommy Ganzon                                                          | KO    | 1 (10)  | setembre 8, 1936  | Civic Auditorium, Stockton, Califòrnia, EE.UU                                     | |
| 66                                      | Victòria | 48–11–7   | Elmer Brown                                                           | PTS   | 10      | setembre 3, 1936  | Multnomah Stadium, Portland, Oregon, EE.UU                                        | |
| 65                                      | Victòria | 47–11–7   | Juan Zurita                                                           | KO    | 4 (10)  | agost 18, 1936    | Auditori olímpic, Los Angeles, Califòrnia, EE.UU                                  | |
| 64                                      | Victòria | 46–11–7   | Baby Arizmendi                                                        | PTS   | 10      | agost 4, 1936     | Wrigley Field, Los Angeles, Califòrnia, EE.UU                                     | Won Califòrnia-Mexico featherweight titles                                                                         |
| 63                                      | Victòria | 45–11–7   | Johnny DeFoe                                                          | PTS   | 10      | juny 22, 1936     | Fox Theatre, Butte, Montana, EE.UU                                                | |
| 62                                      | Victòria | 44–11–7   | Bobby Leyvas                                                          | TKO   | 4 (10)  | maig 19, 1936     | Auditori olímpic, Los Angeles, Califòrnia, EE.UU                                  | |
| 61                                      | Victòria | 43–11–7   | Richie Fontaine                                                       | PTS   | 10      | març 31, 1936     | Auditori olímpic, Los Angeles, Califòrnia, EE.UU                                  | |
| 60                                      | Derrota  | 42–11–7   | Richie Fontaine                                                       | PTS   | 10      | febrer 26, 1936   | Auditorium, Oakland, Califòrnia, EE.UU                                            | |
| 59                                      | Derrota  | 42–10–7   | Joe Conde                                                             | PTS   | 10      | gener 1, 1936     | El Toreo de Cuatro Caminos, Mexico City, Distrito Federal, Mexico                 | |
| 58                                      | Victòria | 42–9–7    | Alton Black                                                           | TKO   | 8 (15)  | desembre 6, 1935  | Chestnut St. Arena, Reno, Nevada, EE.UU                                           | Va conservar Western featherweight title                                                                           |
| 57                                      | Victòria | 41–9–7    | Midget Wolgast                                                        | PTS   | 10      | novembre 27, 1935 | Auditorium, Oakland, Califòrnia, EE.UU                                            | |
| 56                                      | Victòria | 40–9–7    | Leo Lomelli                                                           | TKO   | 6 (8)   | novembre 12, 1935 | Auditorium, Oakland, Califòrnia, EE.UU                                            | |
| 55                                      | Victòria | 39–9–7    | Lester Marston                                                        | TKO   | 7 (10)  | octubre 21, 1935  | Auditorium, Oakland, Califòrnia, EE.UU                                            | |
| 54                                      | Draw     | 38–9–7    | Perfecto Lopez                                                        | PTS   | 8       | setembre 13, 1935 | Civic Auditorium, San Francisco, Califòrnia, EE.UU                                | |
| 53                                      | Victòria | 38–9–6    | Alton Black                                                           | TKO   | 8 (10)  | setembre 13, 1935 | Chestnut St. Arena, Reno, Nevada, EE.UU                                           | Won Western featherweight title                                                                                    |
| 52                                      | Victòria | 37–9–6    | Varias Milling                                                        | PTS   | 10      | juny 25, 1935     | Auditori olímpic, Los Angeles, Califòrnia, EE.UU                                  | |
| 51                                      | Victòria | 36–9–6    | Davey Abad                                                            | PTS   | 10      | maig 28, 1935     | Auditori olímpic, Los Angeles, Califòrnia, EE.UU                                  | |
| 50                                      | Victòria | 35–9–6    | Mark Diaz                                                             | PTS   | 8       | maig 10, 1935     | Ventura A.C., Ventura, Califòrnia, EE.UU                                          | |
| 49                                      | Victòria | 34–9–6    | Frankie Covelli                                                       | PTS   | 8       | abril 16, 1935    | Auditori olímpic, Los Angeles, Califòrnia, EE.UU                                  | |
| 48                                      | Victòria | 33–9–6    | Tully Corvo                                                           | TKO   | 5 (10)  | abril 6, 1935     | L Street Arena, Sacramento, Califòrnia, EE.UU                                     | |
| 47                                      | Derrota  | 32–9–6    | Davey Abad                                                            | PTS   | 10      | març 31, 1935     | El Toreo de Cuatro Caminos, Mexico City, Distrito Federal, Mexico                 | |
| 46                                      | Victòria | 32–8–6    | Sal Hernandez                                                         | TKO   | 2 (10)  | març 19, 1935     | Auditori olímpic, Los Angeles, Califòrnia, EE.UU                                  | |
| 45                                      | Derrota  | 31–8–6    | Rodolfo Casanova                                                      | DQ    | 5 (10)  | febrer 16, 1935   | Arena Nacional, Mexico City, Distrito Federal, Mexico                             | |
| 44                                      | Derrota  | 31–7–6    | Baby Arizmendi                                                        | UD    | 12      | gener 1, 1935     | El Toreo de Cuatro Caminos, Mexico City, Distrito Federal, Mexico                 | |
| 43                                      | Victòria | 31–6–6    | Ventura Arana                                                         | TKO   | 5 (10)  | desembre 15, 1934 | El Toreo de Cuatro Caminos, Mexico City, Distrito Federal, Mexico                 | |
| 42                                      | Victòria | 30–6–6    | Joe Conde                                                             | TKO   | 7 (10)  | desembre 1, 1934  | Arena Nacional, Mexico City, Distrito Federal, Mexico                             | |
| 41                                      | Derrota  | 29–6–6    | Baby Arizmendi                                                        | PTS   | 10      | novembre 4, 1934  | Arena Nacional, Mexico City, Distrito Federal, Mexico                             | |
| 40                                      | Victòria | 29–5–6    | Perfecto Lopez                                                        | PTS   | 8       | setembre 28, 1934 | Ventura A.C., Ventura, Califòrnia, EE.UU                                          | |
| 39                                      | Victòria | 28–5–6    | Max Tarley                                                            | KO    | 3 (10)  | setembre 13, 1934 | Memorial Auditorium, Sacramento, Califòrnia, EE.UU                                | |
| 38                                      | Victòria | 27–5–6    | Joe Sanchez                                                           | TKO   | 4 (8)   | setembre 7, 1934  | Ventura A.C., Ventura, Califòrnia, EE.UU                                          | |
| 37                                      | Victòria | 26–5–6    | Perfecto Lopez                                                        | TKO   | 5 (6)   | agost 28, 1934    | Auditori olímpic, Los Angeles, Califòrnia, EE.UU                                  | |
| 36                                      | Victòria | 25–5–6    | Perfecto Lopez                                                        | PTS   | 6       | juliol 17, 1934   | Auditori olímpic, Los Angeles, Califòrnia, EE.UU                                  | |
| 35                                      | Victòria | 24–5–6    | Davey Abad                                                            | PTS   | 10      | juny 14, 1934     | Memorial Auditorium, Sacramento, Califòrnia, EE.UU                                | |
| 34                                      | Victòria | 23–5–6    | Vicente Torres                                                        | PTS   | 4       | juny 5, 1934      | Auditori olímpic, Los Angeles, Califòrnia, EE.UU                                  | |
| 33                                      | Victòria | 22–5–6    | Johnny DeFoe                                                          | TKO   | 6 (6)   | maig 22, 1934     | Auditori olímpic, Los Angeles, Califòrnia, EE.UU                                  | |
| 32                                      | Draw     | 21–5–6    | Young Danny                                                           | PTS   | 10      | maig 4, 1934      | Civic Auditorium, Watsonville, Califòrnia, EE.UU                                  | |
| 31                                      | Victòria | 21–5–5    | Young Danny                                                           | KO    | 1 (4)   | març 27, 1934     | Auditori olímpic, Los Angeles, Califòrnia, EE.UU                                  | |
| 30                                      | Victòria | 20–5–5    | Perfecto Lopez                                                        | PTS   | 8       | març 6, 1934      | Bakersfield Arena, Bakersfield, Califòrnia, EE.UU                                 | |
| 29                                      | Victòria | 19–5–5    | Benny Pelz                                                            | PTS   | 6       | febrer 13, 1934   | Memorial Auditorium, Sacramento, Califòrnia, EE.UU                                | |
| 28                                      | Victòria | 18–5–5    | Baby Manuel                                                           | PTS   | 10      | gener 26, 1934    | Memorial Auditorium, Sacramento, Califòrnia, EE.UU                                | |
| 27                                      | Victòria | 17–5–5    | Gene Espinoza                                                         | TKO   | 7 (10)  | desembre 14, 1933 | Memorial Auditorium, Sacramento, Califòrnia, EE.UU                                | |
| 26                                      | Draw     | 16–5–5    | Kid Moro                                                              | PTS   | 10      | novembre 23, 1933 | Civic Auditorium, Stockton, Califòrnia, EE.UU                                     | |
| 25                                      | Victòria | 16–5–4    | Kid Moro                                                              | PTS   | 10      | novembre 3, 1933  | Pismo Beach Arena, Pismo Beach, Califòrnia, EE.UU                                 | |
| 24                                      | Victòria | 15–5–4    | Johnny Granone                                                        | TKO   | 6 (6)   | octubre 19, 1933  | Memorial Auditorium, Sacramento, Califòrnia, EE.UU                                | |
| 23                                      | Draw     | 14–5–4    | Perfecto Lopez                                                        | PTS   | 4       | octubre 11, 1933  | Auditori olímpic, Los Angeles, Califòrnia, EE.UU                                  | |
| 22                                      | Draw     | 14–5–3    | Perfecto Lopez                                                        | PTS   | 4       | setembre 5, 1933  | Auditori olímpic, Los Angeles, Califòrnia, EE.UU                                  | |
| 21                                      | Draw     | 14–5–2    | Hoyt Jones                                                            | PTS   | 4       | agost 30, 1933    | Auditori olímpic, Los Angeles, Califòrnia, EE.UU                                  | |
| 20                                      | Victòria | 14–5–1    | Bobby Calmes                                                          | KO    | 5 (6)   | agost 8, 1933     | Auditori olímpic, Los Angeles, Califòrnia, EE.UU                                  | |
| 19                                      | Victòria | 13–5–1    | Benny Pelz                                                            | PTS   | 4       | juliol 29, 1933   | Main Street Athletic Club, Los Angeles, Califòrnia, EE.UU                         | |
| 18                                      | Derrota  | 12–5–1    | Baby Manuel                                                           | PTS   | 6       | juliol 11, 1933   | Auditori olímpic, Los Angeles, Califòrnia, EE.UU                                  | |
| 17                                      | Victòria | 12–4–1    | George Haberski                                                       | PTS   | 4       | juny 28, 1933     | Wilmington Bowl, Wilmington, Califòrnia, EE.UU                                    | |
| 16                                      | Victòria | 11–4–1    | Ricky Hall                                                            | KO    | 3 (4)   | juny 7, 1933      | Pismo Beach Arena, Pismo Beach, Califòrnia, EE.UU                                 | |
| 15                                      | Draw     | 10–4–1    | Max Tarley                                                            | PTS   | 6       | maig 31, 1933     | Pico Arena, Los Angeles, Califòrnia, EE.UU                                        | |
| 14                                      | Victòria | 10–4      | Young Bud Taylor                                                      | KO    | 2 (4)   | maig 24, 1933     | Pico Arena, Los Angeles, Califòrnia, EE.UU                                        | |
| 13                                      | Victòria | 9–4       | Perfecto Lopez                                                        | PTS   | 6       | abril 28, 1933    | Ventura A.C., Ventura, Califòrnia, EE.UU                                          | |
| 12                                      | Victòria | 8–4       | Paul Wangley                                                          | KO    | 4 (4)   | març 21, 1933     | Auditori olímpic, Los Angeles, Califòrnia, EE.UU                                  | |
| 11                                      | Victòria | 7–4       | George Dundee                                                         | PTS   | 6       | febrer 17, 1933   | Ventura A.C., Ventura, Califòrnia, EE.UU                                          | |
| 10                                      | Victòria | 6–4       | Johnny Ryan                                                           | PTS   | 6       | febrer 3, 1933    | Ventura A.C., Ventura, Califòrnia, EE.UU                                          | |
| 9                                       | Victòria | 5–4       | Young Corpuz                                                          | PTS   | 4       | desembre 31, 1932 | Pismo Beach Arena, Pismo Beach, Califòrnia, EE.UU                                 | |
| 8                                       | Victòria | 4–4       | Gene Espinoza                                                         | PTS   | 4       | desembre 13, 1932 | Auditori olímpic, Los Angeles, Califòrnia, EE.UU                                  | |
| 7                                       | Victòria | 3–4       | Vince Trujillo                                                        | KO    | 2 (?)   | desembre 1, 1932  | Los Angeles, Califòrnia, EE.UU                                                    | |
| 6                                       | Victòria | 2–4       | Max Tarley                                                            | PTS   | 4       | octubre 1, 1932   | Los Angeles, Califòrnia, EE.UU                                                    | |
| 5                                       | Derrota  | 1–4       | Al Greenfield                                                         | PTS   | 4       | setembre 27, 1932 | Auditori olímpic, Los Angeles, Califòrnia, EE.UU                                  | |
| 4                                       | Derrota  | 1–3       | Eddie Trujillo                                                        | PTS   | 4       | agost 30, 1932    | Auditori olímpic, Los Angeles, Califòrnia, EE.UU                                  | |
| 3                                       | Derrota  | 1–2       | Victor Kid Ponce                                                      | PTS   | 4       | desembre 7, 1931  | Culver City Stadium, Culver City, Califòrnia, EE.UU                               | |
| 2                                       | Victòria | 1–1       | Sammy Burns                                                           | PTS   | 6       | juliol 31, 1931   | Hickey Park, Millvale, Pennsylvania, EE.UU                                        | |
| 1                                       | Derrota  | 0–1       | Al Lovino                                                             | KO    | 3 (4)   | juliol 27, 1931   | Meyers Bowl, North Braddock, Pennsylvania, EE.UU                                  | |